# Sinosuthora zappeyi
El picoloro encapuchado (Sinosuthora zappeyi) es una especie de ave paseriforme de la familia Sylviidae endémica del interior de China.

## Descripción
El picoloro encapuchado mide una media de 12,5 cm de largo. El plumaje de su cabeza, pecho, cuello y parte superior del manto es gris. Las  plumas de su pequeño copete eréctil suelen ser algo más oscuras y más claras las de la garganta. El resto de sus partes superiores son castañas, con tonos grisáceos en su larga cola, y su vientre es anteado. Presenta anillos perioculares blancos que contrastan con sus ojos negros. Su pico es corto y ganchudo, de color anaranjado con la punta amarillenta.

## Distribución y hábitat
Se encuentra únicamente en las montañas del sur de Sichuan y el oeste de Guizhou. Su hábitat natural son las zonas de matorral, como bambúes y rododendros, y los bosques de coníferas de las cimas de las montañas, generalmente entre los 2350-3450 m de altitud.